# Такаї Кота
Такаї Кота (яп. 高井 幸大, нар. 4 вересня 2004, Район Цурумі) — японський футболіст, захисник клубу «Кавасакі Фронталє» та олімпійської збірної Японії.

## Клубна кар'єра
Народився 4 вересня 2004 року в районі Цурумі. Вихованець футбольної школи «Кавасакі Фронталє». Дорослу футбольну кар'єру розпочав 2022 року в основній команді того ж клубу, кольори якої захищає й донині.

## Виступи за збірні
З 2022 року залучається до складу молодіжної збірної Японії. На молодіжному рівні зіграв у 21 офіційному матчі.
2024 року включений до лав олімпійської збірної Японії. У її складі — учасник футбольного турніру на Олімпійських іграх 2024 року в Парижі.

## Статистика виступів

### Статистика клубних виступів
Станом на 22 липня 2024
| Сезон             | Команда             | Чемпіонат         | Чемпіонат | Чемпіонат | Національний кубок | Національний кубок | Національний кубок | Континентальні кубки | Континентальні кубки | Континентальні кубки | Інші змагання | Інші змагання | Інші змагання | Усього | Усього | Усього |
| Сезон             | Команда             | Ліга              | Ігор      | Голів     | Ліга               | Ігор               | Голів              | Ліга                 | Ігор                 | Голів                | Ліга          | Ігор          | Голів         | Ігор   | Голів  |        |
| ----------------- | ------------------- | ----------------- | --------- | --------- | ------------------ | ------------------ | ------------------ | -------------------- | -------------------- | -------------------- | ------------- | ------------- | ------------- | ------ | ------ | ------ |
| 2022              | «Кавасакі Фронталє» | J1                | 0         | 0         | КДжЛ+КІ            | 0                  | 0                  | ЛЧ                   | 1                    | 0                    | -             | -             | -             | 1      | 0      |        |
| 2023              | «Кавасакі Фронталє» | J1                | 14        | 0         | КДжЛ+КІ            | 3+4                | 0                  | ЛЧ                   | 2                    | 0                    | -             | -             | -             | 23     | 0      |        |
| 2024              | «Кавасакі Фронталє» | J1                | 10        | 1         | КДжЛ+КІ            | 0                  | 0                  | ЛЧ                   | 1                    | 0                    | СЯ            | 1             | 0             | 12     | 1      |        |
| Усього за кар'єру | Усього за кар'єру   | Усього за кар'єру | 24        | 1         |                    | 7                  | 0                  |                      | 4                    | 0                    |               | 1             | 0             | 36     | 1      |        |

## Титули і досягнення
- Володар Кубка Імператора (1):

«Кавасакі Фронталє»: 2023
- Володар Суперкубка Японії (1):

«Кавасакі Фронталє»: 2024